# NGC 940
NGC 940 é uma galáxia lenticular (S0) localizada na direcção da constelação de Triangulum. Possui uma declinação de +31° 38' 29" e uma ascensão recta de 2 horas, 29 minutos e 27,4 segundos.
A galáxia NGC 940 foi descoberta em 26 de Setembro de 1865 por Heinrich Louis d'Arrest.